# Villa Park (Kalifornia)
Villa Park város az USA Kalifornia államában, Orange megyében. Lakosainak száma 5843 fő (2020. április 1.).

## Népesség
A település népességének változása:

| 2010 | 5 812 |
| 2020 | 5 843 |